# Ferme du Colombier (Bois-Guillaume)
La ferme du colombier ou manoir du colombier est un monument de Bois-Guillaume daté du XVIIe siècle. L'édifice est inscrit comme monument historique depuis 1978.

## Localisation
L'édifice est situé route de Neufchâtel.

## Historique
Le manoir est mentionné au XIIIe siècle.
L'Hôtel-Dieu de Rouen possède le lieu à partir de 1698.
L'édifice est inscrit aux monuments historiques par un arrêté du 28 décembre 1978 :  les façades et les toitures de la maison d'habitation, la cheminée de la grande salle nord au rez-de-chaussée et la cheminée des deux pièces situées au sud de l'escalier au premier étage font l'objet de la mesure de protection.
La majeure partie du manoir « en mauvais état » est détruite en 1982.